# Sofonisba Anguissola
Sofonisba Anguissola (Cremona, vers 1532 – Palerm, 1625) va ser una pintora renaixentista italiana i deixebla de Bernardino Campi. Apareix citada pel florentí Giorgio Vasari, en el volum Vite de Pittori, Scultori e Architettorii, com a contemporània dedicada a les belles arts.
Es va endinsar pels camins dels ideals humanistes gràcies a la insistència del seu pare. La qualitat dels seus gravats, el classicisme naturalista i la paleta d'obscurs li van permetre adquirir fama internacional com a artista, ser admirada per Michelangelo Buonarroti i Antoni van Dyck, i encisar el monarca Felip II de Castella i I d'Aragó i Portugal, que la va convidar a ser retratista de la seva cort a Madrid, en què va pintar el Retrat de Felip II, que avui està penjat al Museu del Prado (Madrid) i que durant anys s'havia adjudicat a Sánchez Coello.
Anguissola tenia prohibit estudiar anatomia i reproduir escenes reals. Per aquest motiu, els seus quadres són retrats d'ella mateixa i de la gent del seu entorn. Morta a Palerm, fou enterrada a l'església de San Giorgio dei Genovese.

## Antecedents familiars
L'origen i el nom: la família Anguissola estan vinculats a una antiga tradició romana d'Orient, rica en detalls històrics.
D'acord amb aquesta tradició, els Anguissolas són descendents del cabdill de constantinopolitan Galvano Sordo o Galvano de Soardi/Sourdi —Σούρδη, un cognom que encara s'usa a Grècia, Constantinoble i Esmirna. Al 717, Galvano serveix a l'exèrcit de l'emperador Lleó III Isàuric, i «amb un foc artificial enginyós, va contribuir a alliberar la ciutat de Constantinoble dels sarraïns que havien mantingut assetjada per terra i mar». Aquest «foc artificial» va ser anomenat Foc grec,(υγρό πυρ, ελληνικό πυρ), una arma incendiària desenvolupada a la fi del segle vii, responsable de moltes victòries militars romanes d'Orient, especialment la salvació de Constantinoble de dos setges àrabs, assegurant així la supervivència de l'Imperi Romà d'Orient.

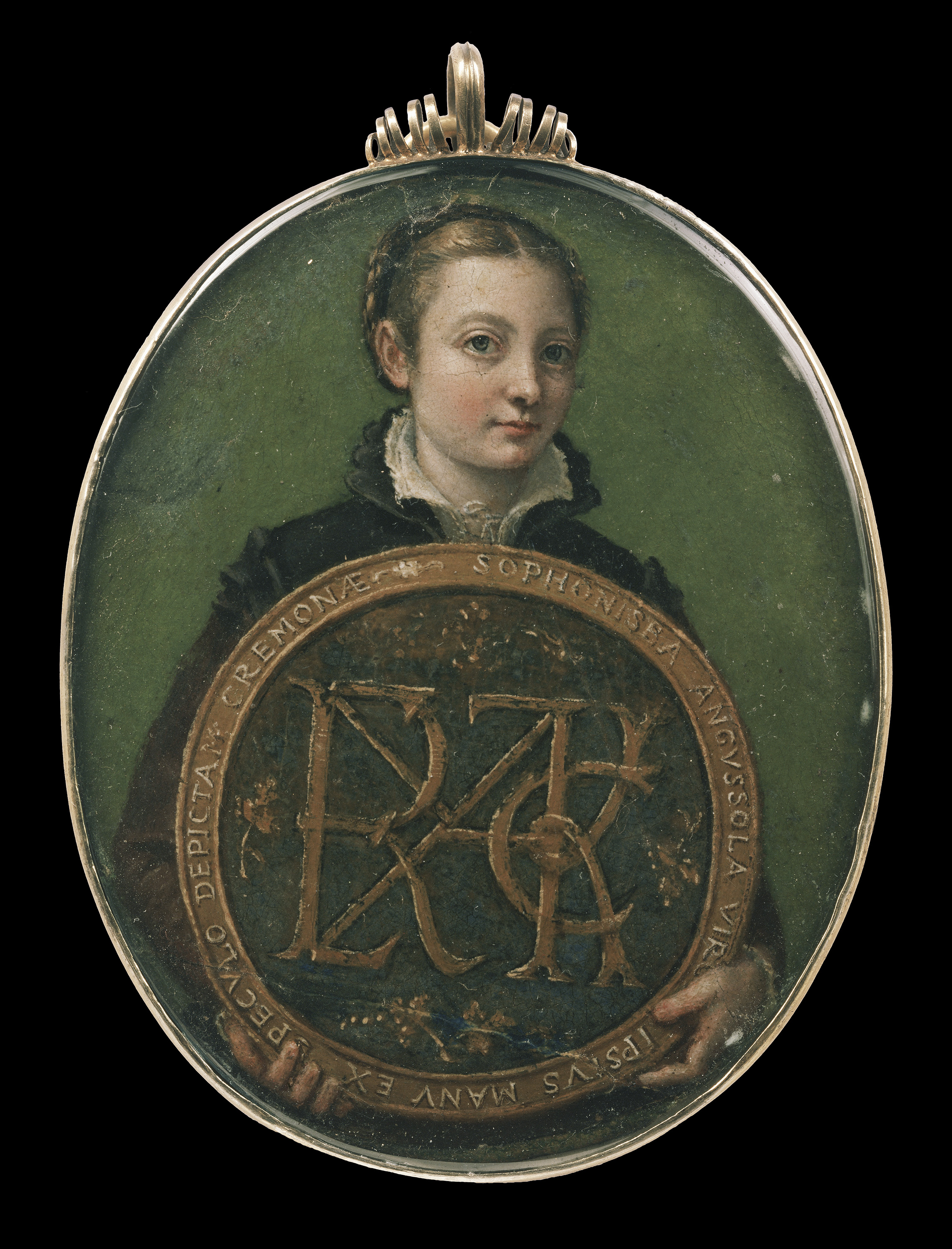
[https://www.mfa.org/collections/object/self-portrait-33656 Autoretrat en miniatura, 1556. Boston Museum of Fine Arts.

Des que l'escut de Galvano portava l'efígie d'un àspid (en llatí: anguis fragilis), després de la victòria de Galvano sobre els omeies, els seus germans d'armes i la gent de Constantinoble, van exclamar: "Anguis sola fecit victoriam victoriam!", És a dir: «La serp sola va portar la victòria!» Aquest dit es va fer tan popular, que el mateix Galvano va ser dit «Anguissola». L'emperador finalment va atorgar el cognom Anguissola a tots els seus descendents. Sobre això, s'ha suggerit que el monograma representat a l'Autoretrat en miniatura de Sofonisba pot contenir el lema familiar o, més simplement, el nom del pare de Sofonisba, Amilcare.
Fugint d'una pesta negra instal·lada a Constantinoble, els descendents de la primera branca d'Anguissola es van establir en Itàlia. Els Anguissolas pertanyien al patriciat venecià de 1499 a 1612, i van construir grans i petites propietats autònomes a Piacenza, Cremona, Vicenza i d'altres regions d'Itàlia.

## Biografia

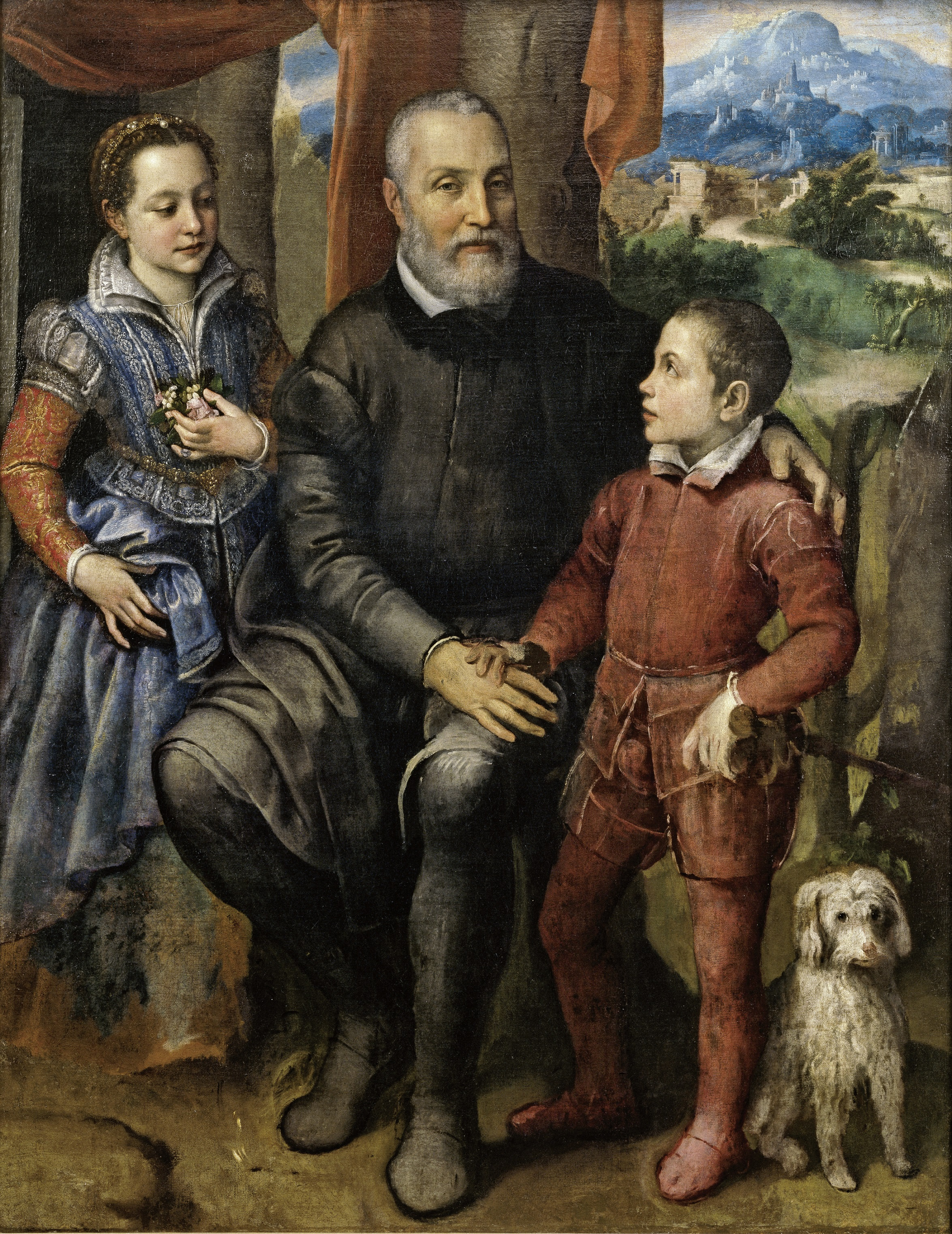
Retrat de la família, Minerva, Amílcar i Asdrubale Anguissola, c.1559

Sofonisba Anguissola (també escrit Anguisciola o Anquissola) va néixer a Cremona (actual Itàlia) cap a 1535. Era la més gran de set germans, sis dels quals eren nenes. El seu pare, Amilcare Anguissola, era membre de la noblesa genovesa i la seva mare era Bianca Ponzone també de familia noble. Durant les quatre generacions anteriors, la família va tenir una estreta connexió amb la història antiga de Cartago, pel que van nomenarla seva progènie en honor del gran general Anníbal, cridant la seva filla gran com la tràgica protagonista cartaginesa Sofonisba i al seu únic fill, Asdrubale, pel cabdill Àsdrubal Barca.

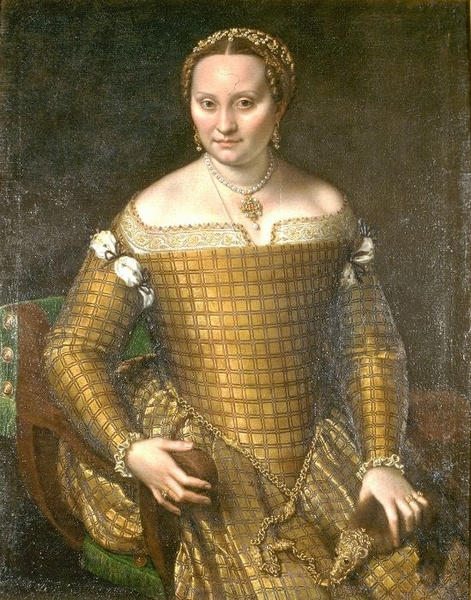
Retrat de Bianca Ponzoni Anguissola, mare de la artista, 1557.

Amilcare va animar les seves filles —Sofonisba, Elena, Lucia, Europa, Minerva i Ana Maria— a cultivar-se i perfeccionar els seus talents. Com Sofonisba, quatre de les seves germanes també van ser pintores, encara que Sofonisba va ser de lluny la que millor ho va aconseguir i la més famosa. Elena, la segona germana, es va fer monja —existeix un retrat d'ella pintat per Sofonisba— i va haver de deixar de pintar. També van deixar la pintura Ana Maria i Europa, amb motiu de contreure matrimoni, mentre que Lucía, la millor pintora de les germanes, va morir jove. L'altra germana, Minerva, es va fer escriptora i llatinista. Asdrubale, el germà baró, va estudiar música i llatí, però no pintava. El seu aristocràtic pare es va assegurar que tant Sofonisba com les seves germanes rebessin una bona educació on estaven incloses les belles arts.

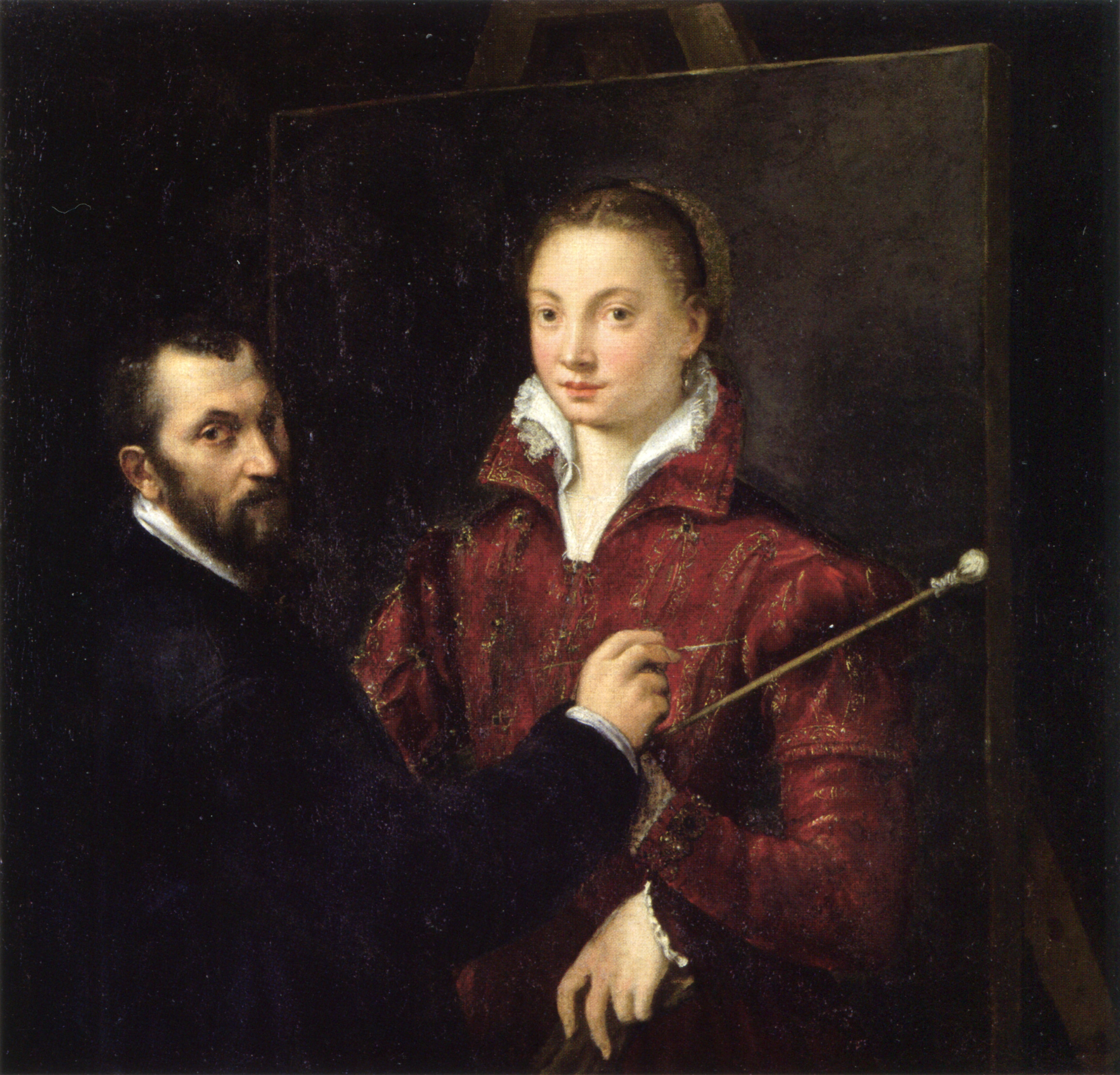
Bernardino Campi pintant a Sofonisba Anguissola, 1550.

A l'edat de 14 anys el seu pare la va enviar, juntament amb la seva germana Elena, a estudiar amb Bernardino Campi, pintor també nascut a Cremona, un respectat autor de retrats i escenes religioses de l'escola de Llombardia. Quan Campi es va mudar a una altra ciutat, Sofonisba va continuar els seus estudis amb el pintor Bernardino Gatti (conegut com «El Sojaro»), un alumne d'Antonio da Correggio.
 L'aprenentatge de Sofonisba amb artistes locals va establir un precedent perquè les dones fossin acceptades com a estudiants d'art.

No se sap amb certesa, però probablement va continuar els seus estudis al costat de Gatti durant tres anys (1551-1553). El seu treball més important d'aquella època és la seva obra Bernardino Campi pintant a Sofonisba Anguissola, datada el 1550 i que es troba a la Pinacoteca Nacional de Siena.

### Viatge a Roma

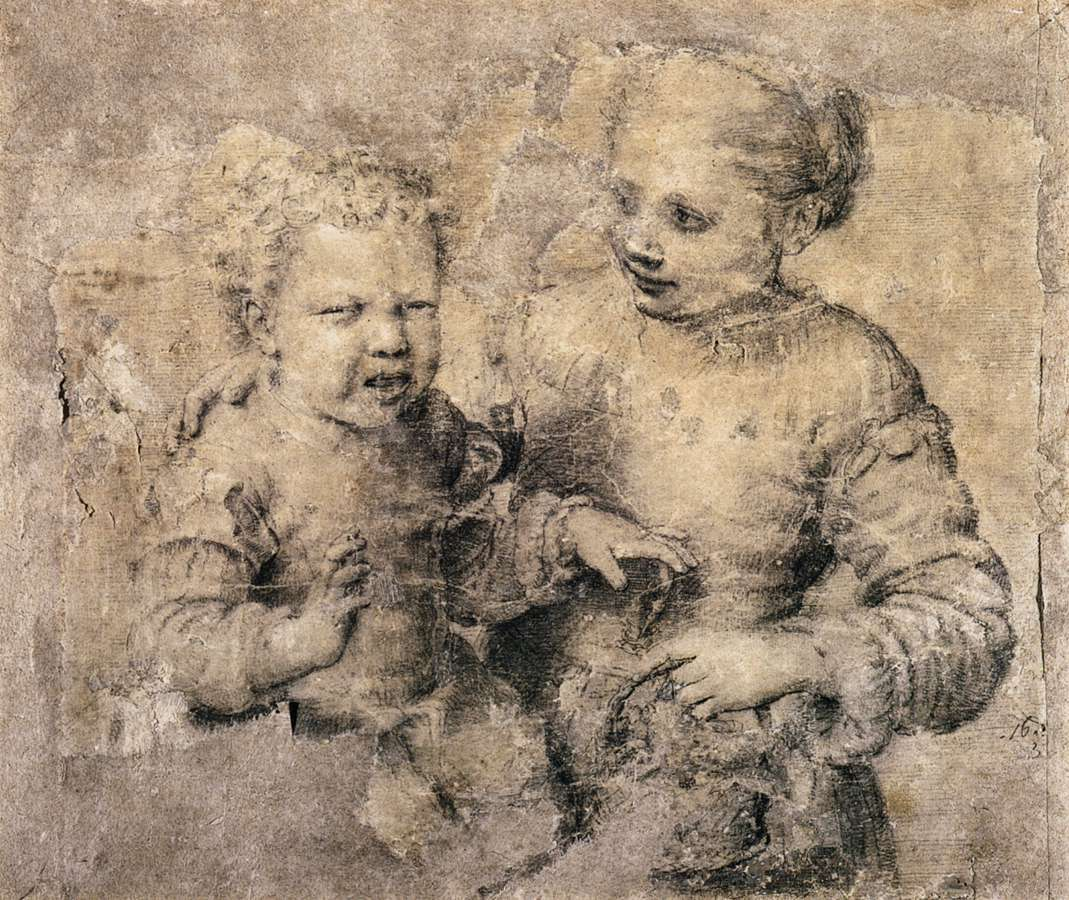
Asdrubale mossegat per un cranc. Dibuix cap a 1554. Museu de Capodimonte.

L'any 1554, Sofonisba va viatjar a Roma, on va conèixer Miquel Àngel per mitjà d'altres pintors que coneixien bé la seva obra. Aquesta trobada amb l'artista va ser un gran honor per a la pintora i es va beneficiar d'ésser «informalment» instruïda pel gran mestre. Quan ell li va demanar que pintés un nen plorant, Sofonisba va dibuixar Asdrubale mossegat per un cranc, i quan Miquel Àngel ho va veure, va reconèixer tot seguit el talent d'ella. A partir d'aquest moment, el geni li donava esbossos del seu quadern de notes perquè ella els pintés amb el seu estil personal i li va oferir consell sobre els resultats. Almenys dos anys, Sofonisba va continuar aquest estudi «informal», rebent una sòlida orientació del mateix Miquel Àngel.
El gran historiador de l'art Giorgio Vasari va escriure sobre seu: «Anguissola ha mostrat la seva més gran aplicació i millor gràcia que qualsevol altra dona del nostre temps en els seus interessos per dibuixar; per això ha triomfat no només dibuixant, acolorint i pintant de la natura, i copiant excel·lentment d'altres, sinó per ella pròpiament que ha creat excel·lents i molt belles pintures».
Malgrat tot, no ho va tenir fàcil, atès que encara que va comptar amb coratge i suport, més que la resta de les dones de la seva època, la seva classe social no permetia anar més enllà dels límits imposats per al seu sexe. No va tenir la possibilitat d'estudiar anatomia o dibuixar del natural, atès que era considerat inacceptable per a una senyora que veiés cossos nus -aquesta situació es repetiria un segle més tard amb Elisabetta Sirani, qui tampoc va poder accedir a una formació artística completa per ésser dona-. L'educació i capacitació d'Anguissola tenien diferents implicacions que les dels homes, ja que els homes i les dones treballaven en esferes separades. El seu entrenament no va ser per ajudar-la a convertir-se en una professió on competiria per encàrrecs amb artistes masculins, sinó en fer-la millor esposa, companya i mare.

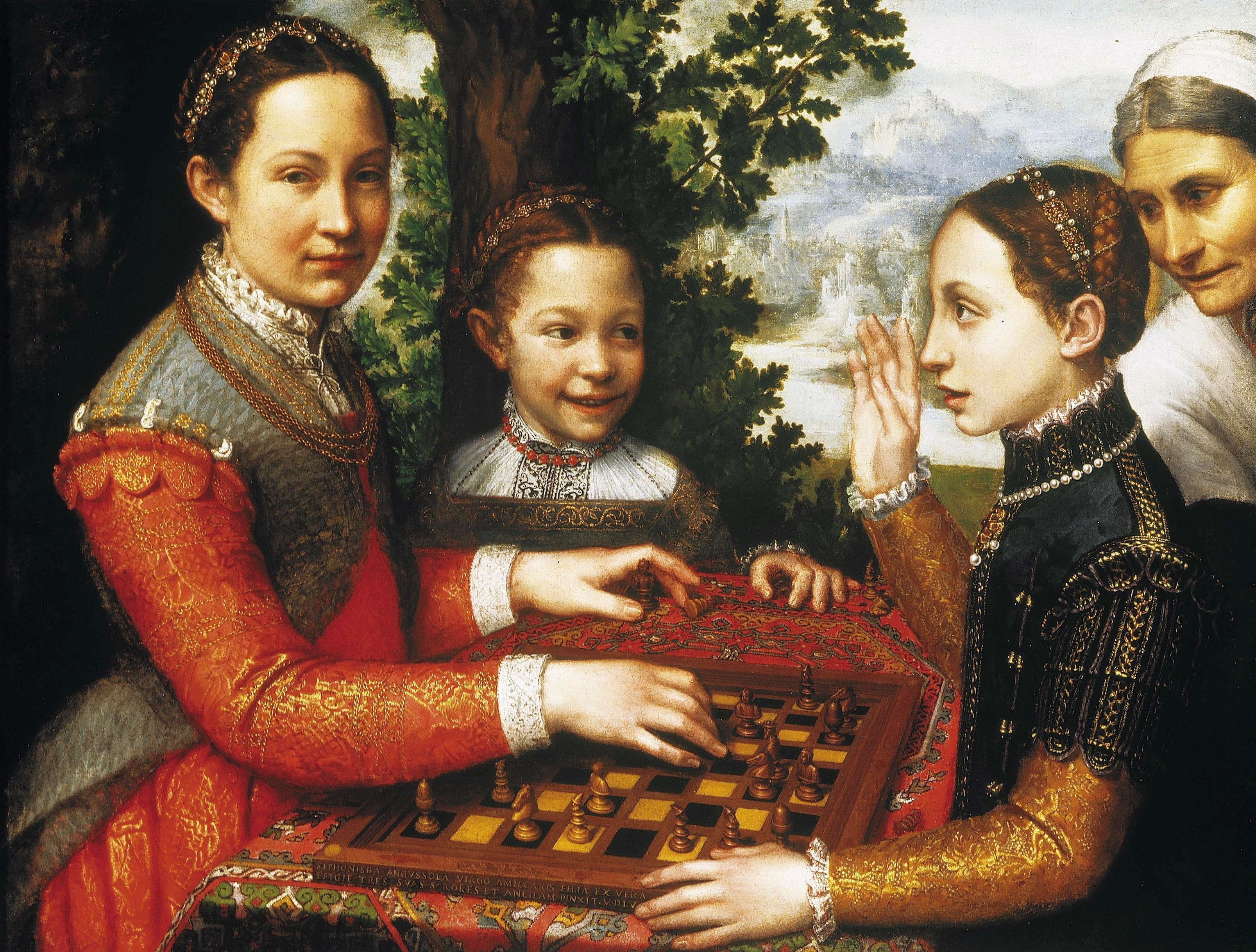
El joc d'escacs amb el retrat de les seves germanas Lucía, Minerva i Europa, (1555).

En lloc seu, Sofonisba va cercar les possibilitats per a un nou estil de retrats, amb personatges amb posats informals. Els membres de la seva pròpia família i el seu propi rostre van ser els protagonistes més freqüents de les seves obres, com es pot veure a Autoretrat (1554, al Kunsthistorisches Museum de Viena), el Retrat d'Amilcare, Minerva i Asdrubale Anguissola (1557-1558, al Nivågårds Malerisambling, Niva, Dinamarca) i El joc d'escacs (1555, Museu Nacional de Poznań, Poznań), on pinta a les seves germanes Lucía, Minerva i Europa, realitzat quan Sofonisba tenia 23 anys, El joc d'escacs, és una representació íntima d'una escena familiar quotidiana, que combina una vestimenta formal elaborada amb expressions facials molt informals, el que era inusual per a l'art italià en aquest moment, «un símbol de refinament cultural»
|  |

Els autoretrats d'Anguissola també ofereixen evidència del que ella creia que era el seu lloc com a dona artista. Normalment, els homes eren vistos com a actors creatius i la dona com a objectes passius, però en el seu Autoretrat de 1555, Anguissola es presenta a si mateixa com l'artista, separant-se del paper com l'objecte a pintar. Peces addicionals mostren com ella es rebel·la contra la idea que les dones són objectes, en essència un instrument per ésser jugat pels homes. El seu Autoretrat de circa de 1555 la mostra tocant música, assumint un paper diferent al de l'artista pintora.
Va arribar a ésser coneguda fora d'Itàlia, i en 1559 el rei Felip II d'Espanya li va demanar que fos mestra d'art i dama d'honor de la reina Isabel de Valois, que només tenia 14 anys en aquest moment. La reina Elisabeth de Valois i Sofonisba es van fer bones amigues. Ella va pintat a tota la família reial i també el papa Pius IV va encarregar a Anguissola que fes un retrat de Isabel de Valois.

### A la cort espanyola

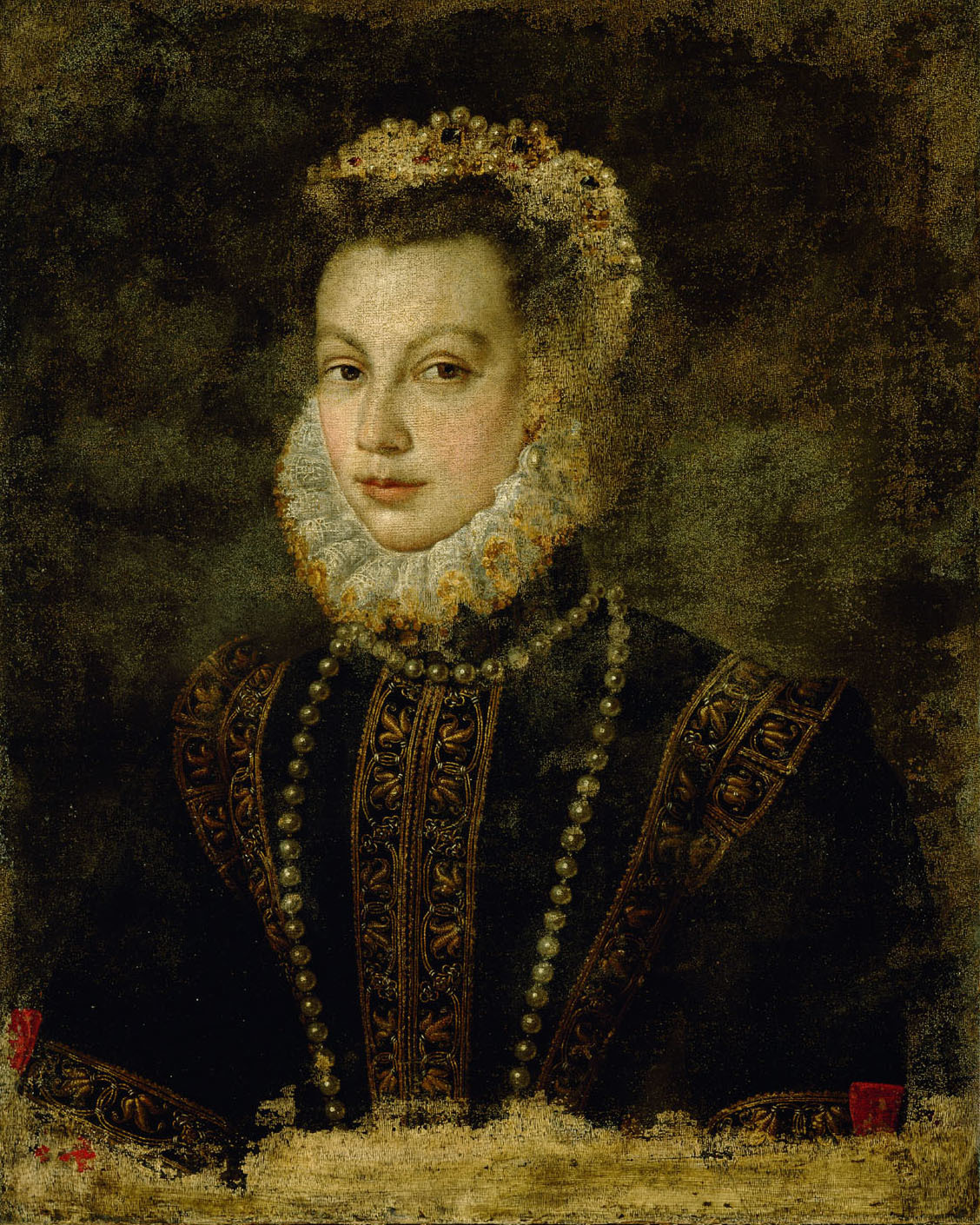
Retrat de la reina Isabel de Valois.

L'any 1558, ja establerta com a pintora, Anguissola va anar a Milà, on va pintar el duc d'Alba. Ell al seu torn la va recomanar al rei espanyol, Felip II. A l'any següent, Anguissola va ser invitada a unir-se a la cort espanyola, el que va ser un punt d'inflexió en la seva carrera artística. Des de febrer de 1560 fins l'estiu de 1573, Anguissola viu en la cort espanyola, primer com a dama d'Isabel de Valois i, després de la mort de la reina, com a tutora de les infantes, especialment d'Isabel Clara Eugènia.
Anguissola tenia aproximadament vint-i-sis anys quan va abandonar Itàlia per unir-se a la cort espanyola. A l'hivern de 1560, va arribar a Madrid per treballar com a pintora de la cort i dama d'honor de la nova reina, Isabel de Valois, la tercera esposa de Felip, qui també era una retratista aficionada. Anguissola aviat es va guanyar l'admiració i confiança d'Isabel i va passar els anys següents pintant molts retrats oficials per a la cort, inclosa la germana de Felip II, Joanna, i el seu fill, el Carles d'Habsburg (Príncep d'Astúries). Les seves pintures d'Isabel de Valois i d'Ana d'Àustria, la quarta esposa de Felip II, són vibrants i plenes de vida.

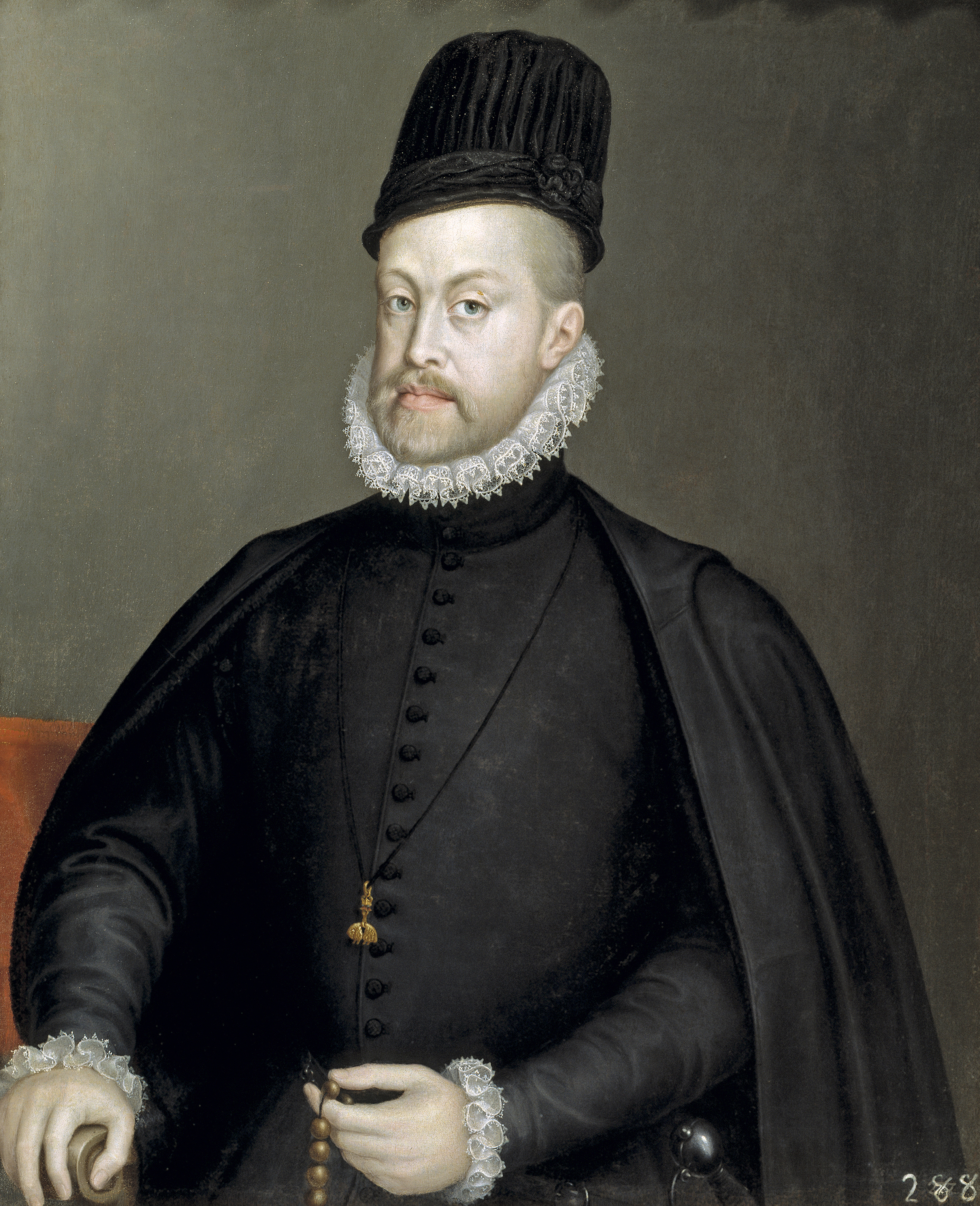
Retrat de Felip II d'Espanya, de Sofonisba Anguissola atribuït per molts anys d'Alonso Sánchez Coello (1573). Museu del Prado (Madrid).

Durant aquest temps, va treballar estretament amb Alonso Sánchez Coello; es va aproximar tant al seu estil, que inicialment el famós retrat de Felip II (1573), en edat mitjana, va ser atribuït a Coello. Ha estat recentment quan s'ha reconegut Anguissola com la seva autora. Avui també les historiadores Carmen Bermis i Maria Kusche tenen fundades sospites que La dama d'ermini, un dels més famosos retrats atribuïts a El Greco, pot haver estat pintat per ella.
En general, es pot afirmar que des de 1560, deixebles d'Anthonis Mor com Alonso Sánchez Coello o Sofonisba Anguissola, apliquen sense més grans innovacions el model de «retrat d'estat» articulat durant les dècades anteriors. A Espanya, Juan Pantoja de la Cruz allargarà el model, continuat després per Diego Velázquez, qui hi introduirà -encara marginalment- una nova fórmula per al retrat femení, amb els seus retrats eqüestres.

### Matrimonis
Al 1570 encara continuava soltera. Malgrat tot, la seva edat fa aconsellable cercar un matrimoni adequat, procés del qual se'n fa responsable el rei, com era usual amb les dames de la reina. Ella demana un partit italià, que finalment se'l troba: el senyor Fabrizio Moncada, fill del príncep de Paterno, virrei de Sicília, noble sicilià d'ascendència catalana. Després del casament, celebrat amb gran pompa i per la que va rebre un dot per part del rei d'Espanya, es va traslladar a Sicília a l'estiu de 1573. Allà va residir a Palerm fins a 1579, després de la mort prematura del marit l'any anterior, mort que la va col·locar en una difícil situació, encara que rebrà una vegada més el suport de Felip II. Al 1581 es casarà en segones noces amb Orazio Lomellini, fill d'una gran i distingida família genovesa, comerciant marítim i el capità del vaixell genovès que la traslladava de tornada a Cremona. Des de 1581 fins a 1615 resideix a Gènova, on manté una posició de prestigi tant per la seva cultura i el seu talent artístic com pels seus privilegiats contactes amb la cort espanyola. Els seus últims deu anys els passa a Palerm, en les seves possessions sicilianes.

### Vellesa a Itàlia

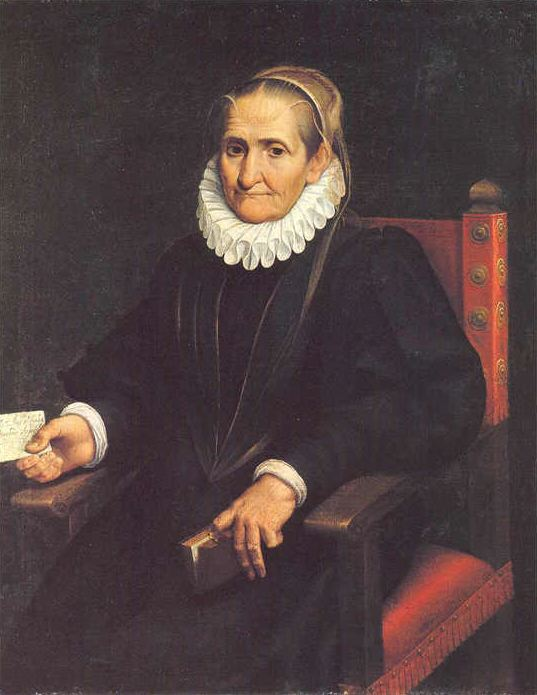
Sofonisba Anguissola, Autoretrat, 1610.

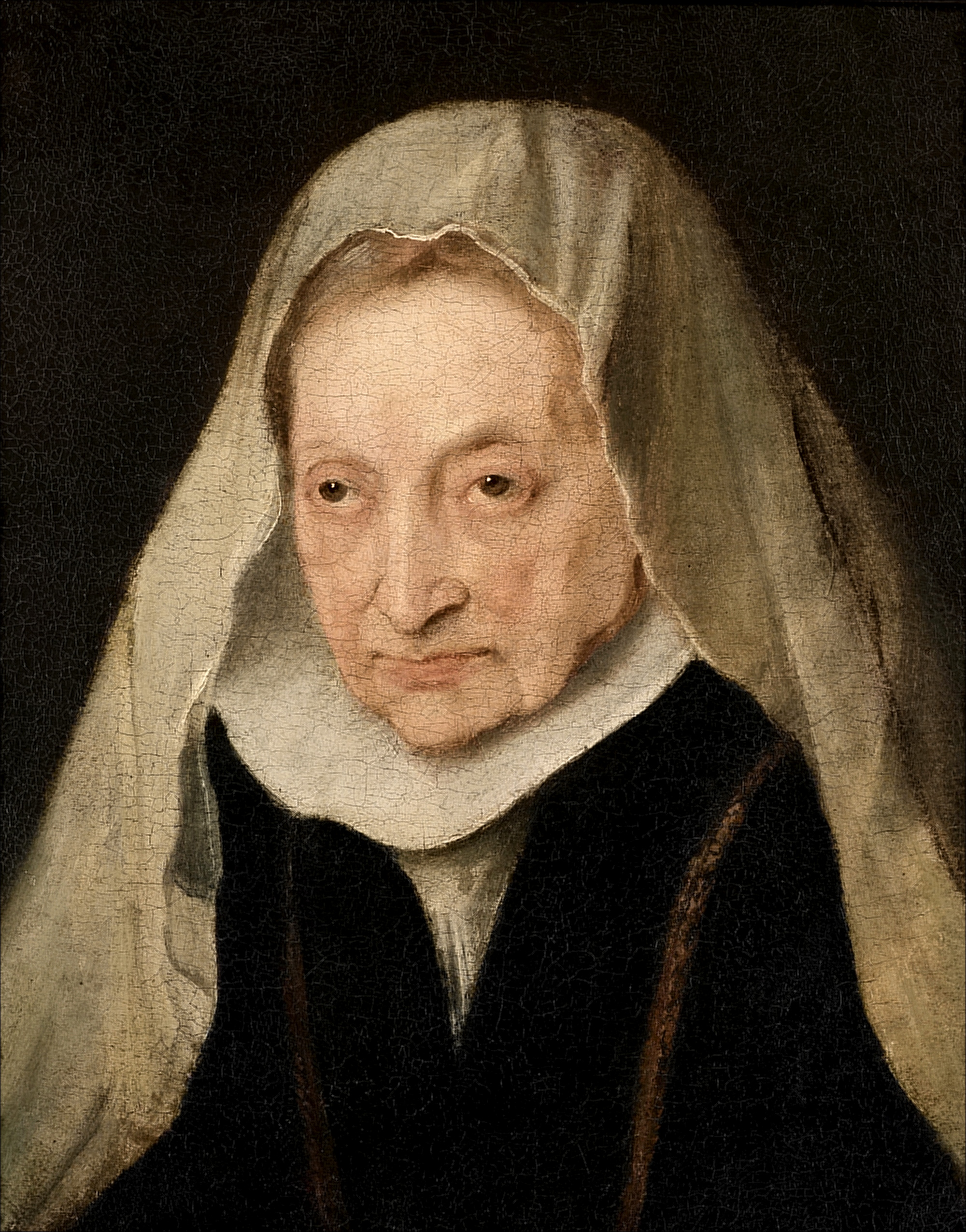
Anton van Dyck, retrat de Sofonisba el 1624, als 92 anys.

Viatjant cap a Cremona, Sofonisba va conèixer el noble genovès Orazio Lomellino, considerablement més jove que ella, el capità del vaixell en què viatjava. Es van casar el 1579 a Pisa. Orazio va reconèixer i va donar suport al seu treball de pintora; es van establir a Gènova, en una gran casa on va poder disposar d'un estudi propi i de temps per pintar i dibuixar. La fortuna personal d'Orazio, a més de la generosa pensió que li va atorgar Felip II, va permetre a Sofonisba pintar i viure lliure i còmodament. Prou famosa aleshores, va rebre visites de molts dels seus col·legues. Alguns eren més joves que ella i aprenien i imitaven l'estil distintiu d'Anguissola. El 1623 la va visitar el pintor flamenc Anton van Dyck, que en va pintar diversos retrats i va dibuixar apunts de les visites a Sofonisba en els seus quaderns de notes. Van Dyck va dir: «Encara que té la vista afeblida, es manté encara molt alerta mentalment». El darrer retrat efectuat a Sofonisba per Van Dick va ser l'any 1624.
En contra del que alguns biògrafs reclamen, Sofonisba no es va quedar cega, tot i que potser va tenir cataractes. Va morir a Palerm el 1625, als 93 anys. Va ser internacionalment aclamada i respectada al llarg de la seva vida.

Set anys més tard de la seva mort, per celebrar-ne el centenari, el vidu va fer gravar una inscripció a la tomba on es llegia: 
| « | «A Sofonisba, la meva dona […] qui és recordada entre les dones il·lustres del món, destacant a retratar les imatges de l'home […] Orazio Lomellino, afligit per la pèrdua del seu gran amor, el 1632 va dedicar aquest tribut petit a una dona tan gran». | » |

## Estètica
Amb paraules de Sofonisba Anguissola, preses de la carta que va enviar al papa Pius IV al costat del retrat d'Isabel de Valois, l'artista valora que l'art cerqui la veritat, entesa aquesta com a aparença física, «ja que no pot penetrar en l'ànima humana».
| «                                         | se col pennello si potesse così rappresentare agli occhi di Vostra Beatitudine le bellezze dell'animo di questa serenissima reina, non potria veder cosa piü maravigliosa. Ma in quelle parti, le quali con l'arte si sono potute figurare, non ho mancato di usare tutta quella diligenza che ho saputo maggiore, per rappresentare alla Santitá Vostra il vero.” | » |
| — Sofonisba Anguissola. Cremona, c. 1561. | |   |

## Llegat
Un total de 50 obres han estat atribuïdes amb seguretat a Sofonisba. Els seus quadres poden ser contemplats a galeries de Bèrgam, Budapest, Madrid (Museu del Prado), Milà (Pinacoteca de Brera), Nàpols, Siena i Florència (Galeria Uffizi). La seva obra ha tingut enorme influència en les generacions d'artistes posteriors. El seu retrat de la reina Isabel de Valois amb una pell de marta gibelina va ser el més copiat a Espanya. Entre els copistes s'inclouen molts dels millors artistes del moment, com Peter Paul Rubens. També es creu que el dibuix Asdrubale mossegat per un cranc va inspirar Caravaggio per a la seva obra Nen mossegat per un llangardaix, conservat a la Galeria Nacional de Londres.

### Precedent per a altres dones artistes
La trajectòria de Sofonisba és un referent en la Història de l'Art. Malgrat viure en una època en què les dones eren bandejades de les arts visuals (per imposició), el seu èxit va obrir camí a d'altres dones perquè poguessin desenvolupar carreres artístiques. Entre els seus noms es troben Lavinia Fontana, qui va escriure en una carta del 1579 que ella i una altra dona, Irene di Spilimbergo, «havien posat [el seu]s cor[s] a aprendre a pintar» després de veure un dels retrats d'Anguissola. Altres dones seguidores de Sofonisba van ser Barbara Longhi, Fede Galizia i Artemisia Gentileschi.